# 潘霜霜
潘霜霜（1987年4月3日—），浙江台州人，演員、模特，被称为「小舒淇」，代表作品有《财神客栈》、《我知女人心》等。

## 电影
- 2010年《翡翠明珠》
- 2010年《我知女人心》
- 2010年《食人草》
- 2010年《男得有爱》
- 2011年《财神客栈》
- 2012年《借你俩胆》飾 劉戀
- 2013年《鐵血嬌娃》
- 2015年《再见我们的十年》飾 凌莉
- 2016年《謊言大爆炸》飾 陈娜
- 2016年《杠上开花》
- 2017年《昆仑道经》飾 王楚(網絡電影)
- 2019年《御前夜巡使》(網絡電影)
- 2020年《九指神丐》飾 青嫣(網絡電影)
- 2023年《龙雀卫之噬魂蛛》 (網絡電影)

## 电視
- 2014年《骄阳似我》
- 2015年《淘男姐妹》(網劇)
- 2016年《欢喜密探》飾 霜兒(客串)
- 2016年《深爱食堂》（第二季）飾 何可兒
- 2017年《寻找前世之旅》（第一季）(網劇)
- 2017年《深流》
- 2018年《超能造梦》飾 金若云
- 2018年《玄门大师》飾 白芊姬
- 2018年《限定24小时》(網劇)饰 莎布尔
- 2021年《我的奇妙室友》(網劇)饰 莎布尔(2017年拍攝)
- 2025年《神探亨特詹》饰  楚星星(2015年拍攝)

## 杂志
- 《时尚芭莎》时尚拍摄
- 《知音》封面模特
- 《昕微》特约模特
- 《嘉人》内页模特

## 广告
- 牙膏电视广告
- 韩国化妆品电视广告